# Bonaventure (miasto)
Bonaventure – miasto w Kanadzie, w prowincji Quebec, w regionie Gaspésie–Îles-de-la-Madeleine i MRC Bonaventure. Miasto położone jest na półwyspie Gaspésie, nad zatoką Baie des Chaleurs. Nazwa miasta pochodzi od położonej dalej na wschód wyspy, która to z kolei wzięła swoją nazwę od św. Bonawentury.
Pierwsza stała europejska osada na obszarze dzisiejszego Bonaventure została założona w 1760 przez akadiańskich uchodźców. Większość mieszkańców jest dziś pochodzenia akadiańskiego. W czasie gdy rozpoczęło się osadnictwo, Bonaventure znajdowało się w granicach Francji, ale w wyniku pokoju paryskiego z 1763 cała Nowa Francja została zaanektowana przez Wielką Brytanię, a Bonaventure stało się częścią nowo powstałej brytyjskiej prowincji Quebecu. W czasie brytyjskiego panowania część ziem zasiedlonych przez Akadian zostało przekazanych anglofonom, chociaż po latach niektórym z mieszkańców udawało się uzyskać prawo do ziemi, którą zamieszkiwali. Pomimo to jeszcze w 1891 roku ponad połowa mieszkańców miasta nie miała prawa do zamieszkiwanych przez siebie terenów.
Liczba mieszkańców Bonaventure wynosi 2 673. Język francuski jest językiem ojczystym dla 93,3%, angielski dla 5,0% mieszkańców (2006).
W pobliżu miasta znajduje się port lotniczy.